# Moreno Živković
Moreno Živković (Zagabria, 22 maggio 2004) è un calciatore croato, difensore del Lokomotiva Zagabria.

## Carriera

### Club
Cresciuto nelle giovanili della squadra croata della Dinamo Zagabria.

## Statistiche

### Presenze e reti nei club
Statistiche aggiornate al 18 maggio 2025.
| Stagione                   | Squadra                    | Campionato                 | Campionato | Campionato | Coppe nazionali | Coppe nazionali | Coppe nazionali | Coppe continentali | Coppe continentali | Coppe continentali | Altre coppe | Altre coppe | Altre coppe | Totale | Totale |
| Stagione                   | Squadra                    | Comp                       | Pres       | Reti       | Comp            | Pres            | Reti            | Comp               | Pres               | Reti               | Comp        | Pres        | Reti        | Pres   | Reti   |
| -------------------------- | -------------------------- | -------------------------- | ---------- | ---------- | --------------- | --------------- | --------------- | ------------------ | ------------------ | ------------------ | ----------- | ----------- | ----------- | ------ | ------ |
| 2020-2021                  | Dinamo Zagabria II         | 2. HNL                     | 1          | 0          | -               | -               | -               | -                  | -                  | -                  | -           | -           | -           | 1      | 0      |
| 2022-2023                  | Dinamo Zagabria            | 1. HNL                     | 2          | 0          | CC              | 0               | 0               | UCL                | 0                  | 0                  | SC          | -           | -           | 2      | 0      |
| 2023-gen. 2024             | Lokomotiva Zagabria        | 1. HNL                     | 10         | 1          | CC              | 1               | 0               | -                  | -                  | -                  | -           | -           | -           | 11     | 1      |
| gen.-giu. 2024             | Dinamo Zagabria            | 1. HNL                     | 6          | 1          | CC              | 1               | 0               | UCL+UEL+UECL       | 0+0+0              | 0                  | SC          | -           | -           | 7      | 1      |
| Totale Dinamo Zagabria     | Totale Dinamo Zagabria     | Totale Dinamo Zagabria     | 8          | 1          |                 | 1               | 0               |                    | 0                  | 0                  |             | 0           | 0           | 9      | 1      |
| 2024-2025                  | Lokomotiva Zagabria        | 1. HNL                     | 14         | 0          | CC              | 1               | 0               | -                  | -                  | -                  | -           | -           | -           | 15     | 0      |
| Totale Lokomotiva Zagabria | Totale Lokomotiva Zagabria | Totale Lokomotiva Zagabria | 24         | 1          |                 | 2               | 0               |                    | -                  | -                  |             | -           | -           | 26     | 1      |
| Totale carriera            | Totale carriera            | Totale carriera            | 33         | 2          |                 | 3               | 0               |                    | 0                  | 0                  |             | 0           | 0           | 36     | 2      |